# Carlinda
Carlinda là một đô thị thuộc bang Mato Grosso, Brasil. Đô thị này có diện tích 2417,212 km², dân số năm 2007 là 12176 người, mật độ 5,04 người/km².